# Urluiu, Teleorman
Urluiu este un sat în comuna Bogdana din județul Teleorman, Muntenia, România. Se află în partea de vest a județului, în Câmpia Găvanu-Burdea, pe Urlui. La recensământul din 2002 avea o populație de 638 locuitori.